# Złożenie Miura
Złożenie Miura (jap. ミウラ折り; Miura-ori) – metoda składania materiału o kształcie płaskiej powierzchni, takiego jak arkusz papieru, na mniejszy obszar. Złożenie jest nazwane od nazwiska jego wynalazcy, japońskiego astrofizyka Kōryō Miury, który odkrył złożenie w 1970 roku.

Złożenie Miura – wzór zgięć, równoległoboki w tym przykładzie mają kąty 84° i 96°

Wideo przedstawiające składanie i rozkładanie materiału pofałdowanego wzorem Miury

Wzory zgięć złożenia Miura tworzą parkietaż płaszczyzny złożony z równoległoboków. W jednym kierunku zgięcia leżą wzdłuż linii prostych, przy czym każdy równoległobok tworzy odbicie lustrzane sąsiada w poprzek każdego zgięcia. W przeciwnym kierunku zgięcia tworzą zygzak, a każdy równoległobok jest translacją sąsiada. Każda zygzakowa ścieżka zgięć składa się wyłącznie albo ze zgięć do wewnątrz (ang. valley fold) albo ze zgięć na zewnątrz (ang. mountain fold). Ścieżki zygzakowe ułożone są naprzemiennie – po ścieżce złożonej ze zgięć do wewnątrz następuje ścieżka złożona ze zgięć na zewnątrz.
Złożenie Miura jest formą sztywnego origami, co oznacza, że zgięcie może być wykonane poprzez ciągły ruch, podczas którego na każdym etapie, każdy równoległobok jest całkowicie płaski. Ta właściwość pozwala na zastosowanie tej techniki do składania powierzchni wykonanych ze sztywnych materiałów. Technika ta była zastosowana w japońskim programie kosmicznym do złożenia dużych tablic paneli słonecznych dla satelitów kosmicznych przed ich wystrzeleniem i rozmieszczeniem w przestrzeni kosmicznej.
Złożenie Miura umożliwia pakowanie materiału w zwarty kształt, którego grubość odzwierciedla tylko grubość złożonego materiału. Złożony materiał można rozpakować jednym ruchem, ciągnąc za jego przeciwległe końce, a rozłożony materiał złożyć przez złożenie tych dwóch końców razem. W przypadku zastosowań w układach solarnych ta właściwość pozwala na zastosowanie mniejszej liczby silników potrzebnych do rozwinięcia paneli.

## Zastosowanie
- Jednostka Space Flyer z 1996 roku wykorzystywała matryce 2D z konfiguracji złożenia Miura[6].
- Nadmuchiwana struktura membranowa satelity SPROUT przeniesiona została do przestrzeni kosmicznej w stanie złożonym Miura, a następnie rozmieszczona za pomocą nadmuchiwanych rur, które zostały przeniesione do przestrzeni kosmicznej w stanie złożonym w ośmiokąt[7][8].
- Złożenie to zastosowano również w elastycznych bateriach litowo-jonowych, co zwiększyło ich pojemność w porównaniu z wartością typową dla tradycyjnych baterii[9].
- Złożenie może mieć również inne potencjalne zastosowania, np. w urządzeniach chirurgicznych, takich jak stenty, lub w meblach składanych[10].